# Elezioni presidenziali in Ucraina del 1999
Le elezioni presidenziali in Ucraina del 1999 si tennero il 31 ottobre (primo turno) e il 14 novembre (secondo turno); videro la vittoria del Presidente uscente Leonid Kučma, che sconfisse al ballottaggio Petro Symonenko, esponente del Partito Comunista d'Ucraina.

## Risultati
| Leonid Kučma          | Indipendente                                | 9 598 672  | 36,49 | 15 870 722 | 56,25 |  |  |  |
| Petro Symonenko       | Partito Comunista d'Ucraina                 | 5 849 077  | 22,24 | 10 665 420 | 37,80 |  |  |  |
| Oleksandr Moroz       | Partito Socialista d'Ucraina                | 2 969 896  | 11,29 |            |       |  |  |  |
| Natalija Vitrenko     | Partito Socialista Progressista d'Ucraina   | 2 886 972  | 10,97 |            |       |  |  |  |
| Jevhen Marčuk         | Unione Socialdemocratica                    | 2 138 356  | 8,13  |            |       |  |  |  |
| Jurij Kostenko        | Movimento Popolare Ucraino                  | 570 623    | 2,17  |            |       |  |  |  |
| Hennadij Udovenko     | Movimento Popolare d'Ucraina                | 319 778    | 1,22  |            |       |  |  |  |
| Vasyl Onopenko        | Partito Socialdemocratico d'Ucraina (Unito) | 124 040    | 0,47  |            |       |  |  |  |
| Oleksandr Ržavs'kyj   | Una Famiglia                                | 96 515     | 0,37  |            |       |  |  |  |
| Yurij Karmazin        | Partito dei Difensori della Patria          | 90 793     | 0,35  |            |       |  |  |  |
| Vitalij Kononov       | Partito dei Verdi d'Ucraina                 | 76 832     | 0,29  |            |       |  |  |  |
| Oleksandr Bazyljuk    | Partito Slavo                               | 36 012     | 0,14  |            |       |  |  |  |
| Mykola Haber          | Partito Patriottico d'Ucraina               | 31 829     | 0,12  |            |       |  |  |  |
| Nessuno dei candidati | Nessuno dei candidati                       | 477 019    | 1,81  | 970 181    | 3,44  |  |  |  |
| Voti non validi       | Voti non validi                             | 1 038 784  | 3,95  | 706 161    | 2,50  |  |  |  |
| Totale                | Totale                                      | 26 305 198 | 100   | 28 212 484 | 100   |  |  |  |
|                       |                                             |            |       |            |       |  |  |  |
| Elettori              | Elettori                                    | 37 498 630 |       | 37 680 581 |       |  |  |  |